# Машиностроение Украины
Машиностроение Украины — часть промышленности Украины, производящая машины и оборудование, составляет 40 % промышленного потенциала, 18 % всей стоимости фондов производства, 25 % работников и 29 % всего объёма промпродукции. 
Базовой отраслью для развития машиностроения страны является мощная металлургия страны.
Машиностроительный комплекс Украины насчитывает более 20 отраслей и представлен главным образом тяжёлым, транспортным, электротехническим машиностроением, точного оборудования (ранее, до 2014 г. — также производство самолётов и авиадвигателей, военно-космической техники, судов).

## Обзор
Основными составляющими рынка машиностроительной промышленности является продукция таких отраслей, как транспортное и энергетическое машиностроение, автомобилестроение, а также машиностроение для нефтехимической и химической, металлургической и горнодобывающей промышленности, танкостроения.
Ранее, УССР была одним из основных производителей энергетического и металлургического оборудования, приборостроения, сельскохозяйственных машин и железнодорожных вагонов СССР, а в некоторых подсекторах отрасли (как производство всевозможных видов комбайнов, роторных экскаваторов и магистральных тепловозов) была практически монопольным производителем.
В 1990 г. доля машиностроения в промышленности составляла 30,5 %.
С 1990 по 2008 год доля машиностроения в структуре промышленного производства Украины изменилась с 31 % до 14 %.
Производство постоянно сокращалось, как и рентабельность, которая в 1995 году составляла 22,2 %, а в 2005 – всего 7 %; при этом стоит учесть и глобальный износ оборудования. 

Наибольшее падение было в 2016 году из-за ухода с российского рынка; на 2019 год вклад машиностроительного сектора в экономику Украины составляет около 10 % ВВП, за последние 10 лет уровень производства машиностроительной продукции снизился практически в два раза, а число занятых в отрасли сократилось с 600 до 146 тыс. человек. Однако, намерения украинских властей о развитии машиностроения противоречат соглашению об ассоциации с ЕС и обязательствам в рамках ВТО. 

К 2020 году темпы падения (этому способствовала и эпидемия коронавируса) машиностроения стали вдвое опережать общий спад промышленности (так, если в апреле объём промышленного производства упал на 16 %, то в машиностроении – почти на 36 %).

### Отрасли
Машиностроительный комплекс Украины насчитывает более 20 отраслей:
- Металлообработка
- Станкостроение(см. Станкостроение)
- Тяжелое (см. тяжёлое машиностроение)
- Железнодорожное (см. Железнодорожное машиностроение)
- Судостроение (см. судостроение) и Судоремонт (см. судоремонт)
- Авиационная (в т.ч. авиаремонт)
- Ракетная (см. Космонавтика Украины, ВПК Украины)
- Автомобильное
  - Тракторное (см. Тракторный завод)
- Двигателестроение[5] (в т. ч. авиадвигатели[6])
- Сельскохозяйственное (см. Сельскохозяйственное машиностроение)
- Электротехническое (см. Электротехника
- Приборостроение (см. Приборостроение)
- Полиграфическое(см. Полиграфическая промышленность)

| Отрасли                                                          | Доля, % |
| Сельскохозяйственное машиностроение                              | 18,4    |
| Автомобильная промышленность                                     | 14,7    |
| Электротехническая промышленность                                | 13,7    |
| Тяжелое и транспортное машиностроение                            | 12,3    |
| Приборостроение, производство средств автоматизации и управления | 8,2     |
| Станкостроительная и инструментальная промышленность             | 8       |
| Строительно-дорожное и коммунальное машиностроение               | 6,7     |
| Химическое и нефтяное машиностроение                             | 6,9     |
| Машиностроение для легкой и пищевой промышленности               | 5,5     |
| Машиностроение для животноводства и кормопроизводства            | 4,2     |
| Энергетическое машиностроение                                    | 1.4     |

### Предприятия и их география
Главные предприятия машиностроительной промышленности:
- завод им. Малышева (Харьков),
- судостроительный завод (Херсон),
- авиационный завод «Антонов» (Харьков),
- производственное предприятие «Южмаш» (Днепр),
- тракторный завод (Харьков),
- автомобильный завод (ЗАЗ, Запорожье),
- предприятия по производству автобусов: корпорация «Богдан» (Черкассы),  корпорация «Эталон» (Бориспольский автобусный завод, Черниговский автозавод)
- автобусный завод (Львов).

Основные предприятия отраслей машиностроения:
| Отрасль              | Регион                                                                                       | Фактор                                                            | Продукция                                                        | Предприятия |
| -------------------- | -------------------------------------------------------------------------------------------- | ----------------------------------------------------------------- | ---------------------------------------------------------------- | --- |
| Тяжёлое              | Донбасс, Харьков, Днепр, Кривой Рог, Конотоп, Дрогобыч                                       | Шахтёрское, металлургическое и подъёмно-транспортное оборудование |                                                                  | «Свет шахтера» (Харьков), Завод имени Малышева (Харьков), Азовмаш (Мариуполь), СКМЗ, НКМЗ, Краматорский завод тяжелого станкостроения, Дрогобычский завод автомобильных кранов, Харьковский турбинный завод «Турбоатом», Электротяжмаш (Харьков). |
| Железнодорожное      | Мариуполь, Луганск, Стаханов, Кременчуг, Харьков, Днепр, Каменское                           | КРС, Производство металла и энергетики                            | Тепловозы, вагоны, цистерны                                      | Крюковский вагоностроительный завод , Азовмаш, Луганский тепловозостроительный завод, Завод имени Малышева, Стахановский вагоностроительный завод, Днепровский электровозостроительный завод, Львовский локомотиворемонтный завод, Запорожский электровозоремонтный завод ,Запорожский механический завод, Полтавский тепловозоремонтный завод, Изюмский тепловозоремонтный завод, Конотопский вагоноремонтный завод, Дарницкий вагоноремонтный завод |
| Судостроение         | Николаев, Херсон                                                                             | КРС, НИИ                                                          | Корабли                                                          | Херсонский судостроительный завод, Черноморский СЗ, Океан (завод), Им. 61 коммунара (Николаев), Южный турбинный завод, Запорожский судостроительно-судоремонтный завод |
| Судоремонт           | Одесса, Черноморск, Мариуполь, Херсон                                                        | КРС                                                               | Ремонт кораблей                                                  | Ильичёвский судоремонтный завод, Азовский судоремонтный завод, Херсонский судоремонтный завод имени Куйбышева |
| Авиационная          | Киев, Харьков, Днепр, Запорожье, Первомайск                                                  | КРС, НИИ                                                          | Самолёты, вертолёты                                              | Серийный завод «Антонов», Харьковский авиационный завод, Харьковский машиностроительный завод «ФЭД», Мотор Сич (Запорожье) |
| Авиаремонт           | Запорожье, Николаев, Конотоп                                                                 | —                                                                 | Ремонт самолётов и вертолётов                                    | 410-й завод гражданской авиации, Николаевский авиаремонтный завод, «Авиакон» |
| Ракетная             | Днепр, Харьков                                                                               | КРС, НИИ                                                          | Ракеты, космические корабли                                      | Южмаш |
| Тракторное           | Харьков, Лозовая, Днепр, Кропивницкий, Мелитополь, Ровно                                     | КРС, Производство металла и энергетики                            | Трактора                                                         | Харьковский тракторный завод, Лозовской кузнечно-механический завод |
| Автомобильное        | Запорожье, Днепр, Луцк, Черкассы, Чернигов, Львов, Харьков, Кременчуг, Борисполь, Мелитополь | КРС, Производство металла и энергетики                            | автомобили, автобусы, троллейбусы, трамваи, автокраны, мотоциклы | Запорожский автомобильный завод, ЮМЗ, Кременчугский автомобильный завод, Львовский автобусный завод, Черниговский автозавод, Бориспольский автозавод (корп. Эталон), Луцкий автомобильный завод (корп. Богдан), Черкасский автобус, Мелитопольский завод турбокомпрессоров |
| Сельскохозяйственное | Харьков, Белая Церковь, Кропивницкий, Тернополь, Нежин, Бердянск                             | Потребительский                                                   | с/х машины и оборудование                                        | Одесский завод сельскохозяйственного машиностроения, Львовсельмаш, ООО "НПФ «Аэромех»" |
| Электротехническое   | Запорожье, Львов, Новая Каховка, Северодонецк, Александрия, Каменец-Подольский               | КРС, НИИ                                                          | Электротехнические аппараты                                      | Львовское открытое акционерное общество «Искра», Каменец-Подольский кабельный завод, Одесский кабельный завод, ООО «ОСП Корпорация ВАТРА», ПАО «Запорожтрансформатор», ООО «АВМ АМПЕР» (Кременчуг), ЧАО СНПО «Импульс» (Северодонецк) |
| Приборостроение      | Киев, Харьков, Львов, Северодонецк, Хмельницкий, Винница, Жёлтые Воды, Черкассы              | КРС, НИИ                                                          | Приборы                                                          | Мукачевский приборостроительный завод «Мукачевприбор», ООО «Позитрон», ООО НПП «Тетра» (Жёлтые Воды), ЧАО СНПО «Импульс» (Северодонецк) |
| Станкостроение       | Киев, Харьков, Запорожье, Одесса, Житомир, Бердичев, Стрый                                   | КРС, НИИ                                                          | Станки, инструменты                                              | Днепровский машиностроительный завод, Компания QUANTEC |
| Полиграфическое      | Киев, Харьков, Одесса, Ромны, Ходоров,                                                       | КРС, НИИ                                                          | Полиграфическое оборудование                                     | ПАО «Киевполиграфмаш», ОАО «Харьковский завод полиграфических машин», Одесский завод полиграфических машин, Роменский завод полиграфических машин |

Аббревиатуры, встречающиеся в таблице: 

КРС — квалифицированная рабочая сила 

НИИ — научно-исследовательский институт

Судостроение развито в Одессе и Мариуполе;
Харьков — центр сельскохозяйственного машиностроения;
Луцк, Львов, Запорожье — центры автомобильного машиностроения.
Центрами машиностроения в стране являются:
| Отрасль                                    | Расположение                                      |
| ------------------------------------------ | ------------------------------------------------- |
| Производство оборудования для металлургии  | Днепр, Краматорск, Мариуполь.                     |
| Техника для добывающих отраслей            | Луганск, Кривой Рог, Донецк, Харьков, Горловка.   |
| Энергетическое машиностроение              | Запорожье, Харьков.                               |
| Тепловозы                                  | Харьков, Луганск.                                 |
| Электровозы                                | Днепр.                                            |
| Грузовые вагоны                            | Каменское, Кременчуг.                             |
| Цистерны                                   | Мариуполь.                                        |
| Автомобилестроение                         | Кременчуг, Запорожье, Луцк.                       |
| Сельскохозяйственное машиностроение        | Одесса, Херсон, Бердянск, Днепр, Кропивницкий.    |
| Судостроение и ремонт судов                | Херсон, Николаев, Одесса, Черноморск.             |
| Оборудование для химической промышленности | Полтава, Сумы.                                    |
| Оборудование для пищевой промышленности    | Ужгород, Львов, Киев.                             |
| Станкостроение                             | Львов, Житомир, Киев, Краматорск, Днепр, Харьков. |
| Приборостроение                            | Запорожье, Кропивницкий, Днепр, Сумы, Харьков.    |
| Электроника                                | Харьков, Одесса, Львов, Днепр, Киев.              |
| Средства автоматизации                     | Черкассы, Мукачево, Львов, Житомир, Киев.         |
| Аэрокосмическая отрасль                    | Киев, Харьков, Днепр.                             |

## Судостроение и судоремонт
см. Категория:Судостроение Украины
Судостроение развито в Одессе, Николаеве, Мариуполе, Запорожье.
- Херсонский судостроительный завод
- Киевский судостроительный-судоремонтный завод
- ОСП «Судоверфь Украина» (бывший Судоремонтный завод имени 50-летия Советской Украины, входит в состав ГП «Одесский морской торговый порт»)

## Автомобильная промышленность
В прошлом, ежегодное производство автомобилей в УССР составляло до более 200 тыс. в год (2-е место в СССР после РСФСР и условно 12-е место в Европе) и до более 400 тысяч на постсоветской Украине (2-е место на постсоветском пространстве после автопрома России и 11-е место в Европе), однако к 2015-2016 годам выпуск автомобильной техники резко упал до нескольких тысяч в год (4-е место в СНГ и 21-е в Европе).
По состоянию на 2019 год на Украине функционировало 7 автомобильных заводов.

## Авиационная промышленность
Имеется разветвлённая сеть предприятий (промышленная инфраструктура отрасли досталась Украине после распада СССР) способных производить конечный продукт — транспортные и пассажирские самолёты, а также различные комплектующие — авиационные двигатели, авионику и многие другие типы авиационных комплектующих, в том числе и для предприятий, оставшихся на территории других стран бывшего СССР (в основном России, например, производитель газотурбинных двигателей «Мотор Сич»). При этом производственная база и возможности промышленности постепенно уменьшались, локализовавшись, в основном, вокруг предприятий, сотрудничавших с российской авиационной промышленностью.

## Экспорт
Основные статьи экспорта машиностроения — ж/д локомотивы, вагоны; турбины, силовые установки, двигатели, насосы и запчасти к ним, электрооборудование (на 2013).
Экспорт продукции машиностроения из Украины в 2012 году составил 13,3 млрд долларов.  

В 2015 году ключевыми видами экспортной украинской продукции машиностроения, вместо вагонов на первое место вышли автокомпоненты; в частности, за 11 месяцев этого года Украина экспортировала провода для свечей зажигания на 873 млн долларов (22 % всего экспорта в машиностроении). На втором месте в экспорте занимают реактивные авиадвигатели: за 11 месяцев их экспортировали на 615 млн долларов. Третью позицию в экспорте занимают насосы для жидкостей.
В 2013 году в десятке крупнейших по объёмам продаж в Россию украинских товаров было четыре машиностроительных позиции (вагоны, турбореактивные двигатели и т. д.), а также четыре вида металлопродукции.
В 2019 году в первой десятке товаров украинского экспорта в Россию (это почти половина экспорта) было уже лишь две машиностроительных позиции (запчасти для локомотивов и жидкостные насосы), а также пять видов металлопродукции. Экспорт наиболее высокотехнологичных товаров из Топ-20 товаров либо обвалился многократно (вагоны, турбореактивные двигатели, трансформаторы, телевизоры и мониторы), либо вообще обнулился, как по железнодорожным локомотивам (всего 1,2 млрд долл. против 7,1 млрд в 2013). 

Поставки на другие рынки, включая рынки ЕС, тоже сократились — более чем на 1,2 миллиарда долларов.